# Rino Gaetano
Salvatore Antonio "Rino" Gaetano (29 de outubro de 1950 – 2 de junho de 1981) foi um músico, cantor e compositor italiano.
Ele é famoso por suas canções satíricas e pelas letras muitas vezes nonsense, mas que ainda assim faziam indiretos comentários políticos. Ele é lembrado por sua voz rouca, a ironia cortante de suas canções e pelo protesto social escondido por trás de letras aparentemente fáceis. Enquanto ele evitou tomar algum lado, ideologicamente falando, e tenha se recusado a ser rotulado em algum espectro político, suas canções são cheias de astutos e ácidos comentários políticos e sociais.
Um amado herói nacional, ele morreu em circunstâncias misteriosas em um trágico e prematuro acidente de carro aos 30 anos de idade. Suas canções, contudo, ainda são largamente cantadas e tocadas, e ele continua sendo enormemente popular e uma figura com grande influência em seu país, a Itália.

## Discografia

### Álbuns de estúdio
- Ingresso libero [it] (1974)
- Mio fratello è figlio unico (album) [it] (1976)
- Aida (album) [it] (1977)
- Nuntereggae più [it] (1978)
- Resta vile maschio, dove vai? [it] (1979)
- E io ci sto [it] (1980)

### Álbuns ao vivo
- Q Concert [it] (1981, com Riccardo Cocciante e New Perigeo)

### Coletâneas
- Gianna e le altre... [it] (1990; inclui as inéditas faixas "Solo con io" e "Le beatitudini")
- Aida '93 [it] (1993)
- Superbest [it] (1996)
- La storia [it] (1998)
- Sotto i cieli di Rino [it] (2003, 2005)
- Figlio unico [it] (2007)
- The Essential Rino Gaetano (2008)
- Live & Rarities [it] (2009, com algumas faixas inéditas)
- Nuntereggae più/E cantava le canzoni [it] (2010)

### Singles
- I Love You Maryanna/Jaqueline [it] (1973)
- Tu, forse non essenzialmente tu/E la vecchia salta con l'asta [it] (1974)
- Ma il cielo è sempre più blu [it] (1975)
- Mio fratello è figlio unico/Sfiorivano le viole [it] (1976)
- Berta filava/Mio fratello è figlio unico [it] (1976)
- Aida/Escluso il cane [it] (1977)
- Aida/Spendi spandi effendi [it] (1977)
- Gianna/Visto che mi vuoi lasciare [it] (1978)
- Nuntereggae più/E cantava le canzoni [it] (1978)
- Resta vile maschio, dove vai?/Ahi Maria [it] (1979)
- E io ci sto/Metà Africa metà Europa [it] (1980)
- Solo con io (1980)
- Le beatitudini (1981)

## Na cultura popular
- Rino Gaetano. Ma il cielo è sempre più blu - Raifiction, 2007. Produzido pela RAI, é uma cinebiografia exibida em dois capítulos retratando a trajetória de Rino Gaetano, com direção de Marco Turco.
- My Brother is an Only Child (Mio fratello è figlio unico) - Filme italiano dirigido por Daniele Luchetti. O título do filme foi extraído de uma famosa canção homônima de Rino Gaetano.

## Livros sobre Rino Gaetano
- Rino Gaetano  (La Vita, le canzoni, le poesie e l'ironia di un grande artista) de Peppe Casa e Dario Marigliano - (primeiro livro e primeira biografia não oficial), Roma, 1999.
- Rino Gaetano live (primeiro livro e biografia oficial) de Emanuele Di Marco, 2001 ISBN 88-7226-625-4
- Rino Gaetano by Yari Selvetella, 2001 ISBN 88-8185-349-3
- Fontana chiara: omaggio a Rino Gaetano de Stefano Calò e Massimiliano Gentile, 2001
- Se mai qualcuno capirà Rino Gaetano de Alfredo Del Curatolo, 2003 ISBN 88-86267-65-7
- Rino Gaetano: ma il cielo é sempre più blu (escritos inéditos, histórias e canções) de Massimo Cotto, 2004 ISBN 88-04-52794-3
- "Rare tracce: ironie e canzoni di Rino Gaetano" by Silvia D'Ortenzi, Roma, Arcana, 2007. ISBN 88-79-66444-1
- "Sereno su gran parte del paese: una favola per Rino Gaetano" de Andrea Scoppetta, Padova, BeccoGiallo, 2009. ISBN 88-85-83260-1
- "Dizionario completo della Canzone Italiana" by Enrico Deregibus, Firenze, Giunti Editore, 2010. ISBN 88-09-75625-8